# Жемчуг Южных морей

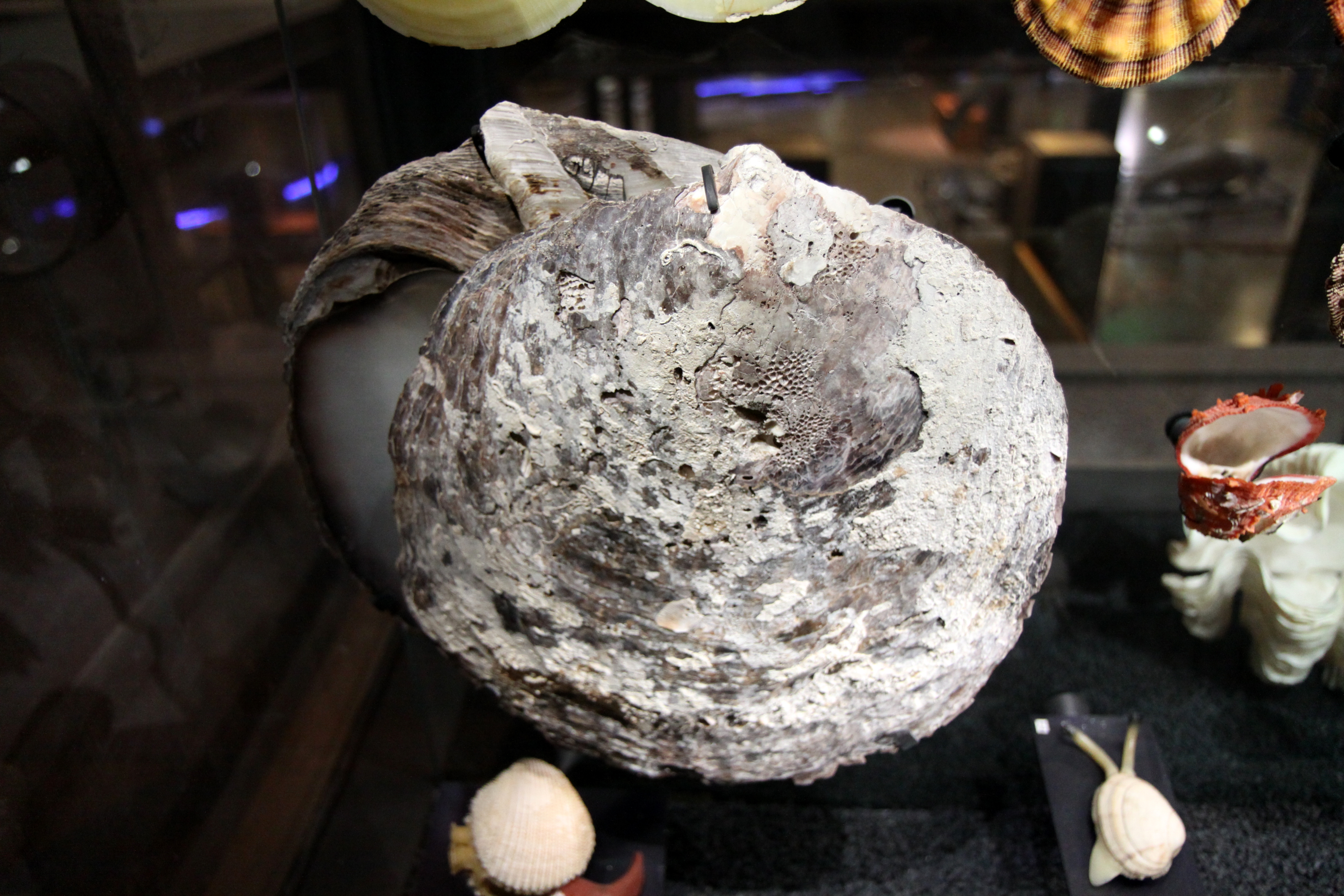
Раковина мооллюска Pinctada maxima из коллекции Музея естественной истории (Париж)

Жемчуг Южных морей — сорт культивированного жемчуга, который выращивают при помощи моллюска Pinctada maxima. В настоящее время культивируется у побережий Тихого и Индийского океанов, в основном на территории Австралии, Филиппин, Индонезии и Мьянмы.
Жемчуг Южных морей — самый крупный промысловый вид культивированного жемчуга. Средний размер жемчужины Южного моря составляет 13 мм. Основная масса урожая собранного жемчуга варьируется в диапазоне от 9 до 20 мм. Такой крупный размер жемчужин обеспечивается несколькими факторами:
- Размер устрицы Pinctada maxima во взрослом возрасте может достигать 30 см в поперечнике, что позволяет имплантировать ядро большего размера в гонады, чем, например у Akoya устриц.
- Моллюски вида Pinctada maxima распространены по побережьям между Австралией и Южным Китаем. Теплая чистая вода и избыток планктона позволяет быстрее выращивать жемчуг и ускоряет процессы метаболизма внутри устриц.
- Жемчужницы Pinctada maxima прививают в возрасте не менее 24 месяцев, и еще 2 — 3 года требуется, чтобы вырастить жемчужину. Длительный срок культивации позволяет получать элитный жемчуг такого крупного размера[1].

## Описание
Жемчуг Южных морей отличается крупным размером, матовым атласным блеском и теплыми оттенками цвета. В основном, в хозяйствах используют две разновидности Pinctada maxima: так называемые серебристогубые и золотогубые, то есть жемчужницы с серебряным и золотым перламутром, который определяет и цвет самой жемчужины. Из них получают белый жемчуг чистого цвета или с серебряным обертоном, и золотой жемчуг.
Уникальным свойством этого жемчуга является и необычно густой слой перламутра, от 2 — 6 мм (для сравнения — толщина перламутра культивированных жемчужин акойя (Akoya) всего 0,35 — 0,7 мм).
В торгово-промышленной среде на мировом рынке к жемчугу Южных морей иногда причисляют и Черный жемчуг Таити, а иногда также — жемчуг Кортеса. Однако согласно классификации Международной Ювелирной Конфедерации CIBJO, принятой Геммологическим Институтом Америки GIA, термин Жемчуг Южного моря относится только к жемчугу, выращенному в жемчужницах Pinctada maxima.